# IN.FIGHT

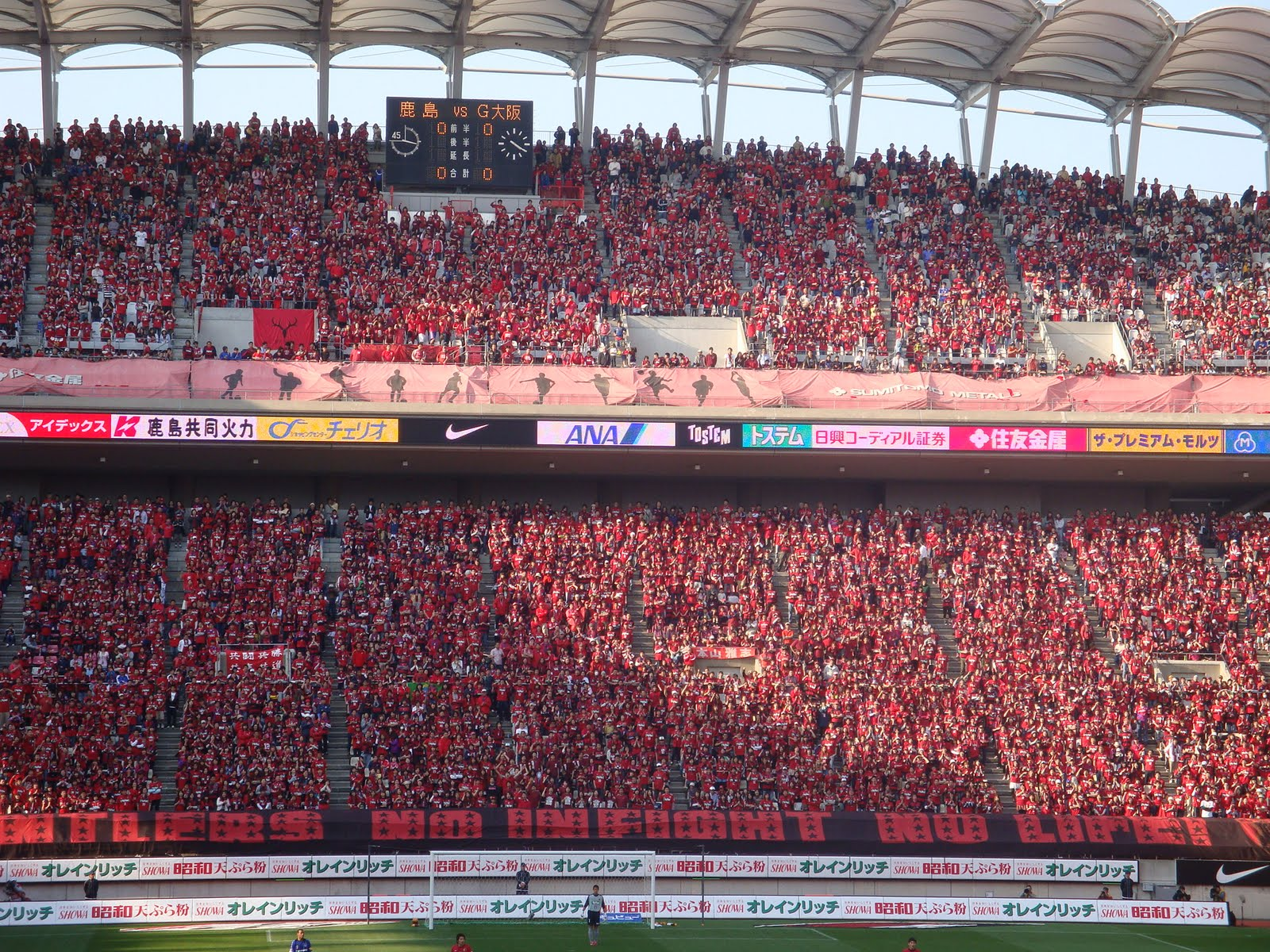
茨城県立カシマサッカースタジアムでの応援風景（2010年5月1日）

IN.FIGHT（インファイト）は、Jリーグ・鹿島アントラーズのサポーター集団である。1991年の創設から鹿島サポーターの中心として、一体感をもたせるとともに、熱狂的な応援を行っている。代表は鹿嶋市議会議員の河津亨。
ただし、ボクシングなどに用いられる「インファイト」の英語の正しい表記は「Infighting」（インファイティング）で「Infight」は和製英語のため、誤表記となる。

## 歴史

### 創設期
1991年、鹿島アントラーズの前身である住友金属にジーコが加入しプロ化が間近に迫ったことがきっかけで設立された。IN.FIGHTという名称は団員の多数決により決まり、スタジアムで入会を呼びかけるうちに徐々に人数が増え1992年秋には80人、1993年のJリーグ開幕直前には200人に増加。団員が増加したことで会費制を導入して活動資金に充てることになった。
ブラジルのサンバを模した独自の応援スタイル でスタジアムでの応援を盛り上げ、同年7月に鹿島がファーストステージで初優勝を収めると鹿島町長から感謝状が贈られ、日本青年会議所茨城ブロック協議会から「いばらきTOYP大賞」のグランプリに選ばれた。娯楽の少ない地方都市にムーブメントを作り上げた行動は「町おこし」の観点から評価され、河津には「サポーターの代表者」としてマスコミの取材が殺到した。
1993年の調査によると団員の男女比は4対6、年齢は10代が6割、20代と30代がそれぞれ2割で構成され、若い年齢層を中心に運営されていた。団員には入会の証しとして「IN.FIGHT 12」と刺繍された赤いリストバンドが配布されたが、12という数字は「サポーターは12番目の選手である」と呼ばれることに由来している。団員の間には「真に鹿島を応援する人に参加して欲しい」という意向があり、下心をもって入会を希望する人を断るケースもあった。

### 1990年代後半
IN.FIGHTとしての活動が定着し、他集団やサポーターへの求心力が増すと1996年には年会費制を廃止し、グッズ販売の一部利益を活動資金に充てるようになった。創設当時は「若年層やミーハーと呼ばれる一般の観客層に仲間意識を持たせる」ことが応援スタイルといわれ、同時期に先鋭的な活動をしていた浦和サポーターとの比較に対し河津は「彼らに影響を受けている面もあるが、反面教師ともしている」と発言していたが、Jリーグブームが収束すると、メディアの取材に対して次のように述べた。
また当時のメンバーは「浦和戦になるとモチベーションが上がる」としており、対戦時には浦和を挑発する横断幕の掲示や、浦和戦のために特別に用意したビッグフラッグを掲示するなど、浦和サポーターを意識したパフォーマンスを頻繁に行った。
ゴール裏の最前線に立ちサポーターを統率していた河津は、1999年にゴール裏からは退き、鹿嶋市議会議員となった。

### 2000年以降
2007年の調査によるとIN.FIGHTは12の支部から構成され、試合前にはIN.FIGHT幹部と各支部のリーダーがミーティングを行い、各支部のメンバーへと応援方法が伝達される。実行部隊は「リード」「旗振り」「ビッグフラッグ」「太鼓」という4つの役割が分担され、試合が始めるとスタジアム全体を巻き込んだ応援が展開される。団員はドクロや龍の刺繍の入ったスカジャン、Tシャツ、マフラーを身にまとい、「攻撃的」かつ「一体感」のある応援スタイルを標榜している。
一方で威圧的・暴力的な言動をとるメンバーが多く、スタジアムでの女性や子供への威嚇、選手やサポーターへの暴行などの問題行動が頻発している。2008年9月20日の柏レイソル戦にて発生した事件（後述）について、「従来の試合が白熱することにより興奮したサポーター同士で発生するトラブルとは一線を画す、欧州などのフーリガンを想起させる深刻な事態」と指摘された。

## 応援スタイル

### スカジャン
スカジャンの種類は複数あり、IN.FIGHTメンバーのユニフォームと称されている。初代のスカジャンは1995年に作成され茨城県の地図を全面に配し、その下部に花札の「紅葉に鹿」を想起させるデザインが施されている。2代目は2000年に作成。3代目は2002 FIFAワールドカップ開催を記念して2002年に作成されたもので、鹿の頭部がデザインされている。4代目は2008年に作成されたもので、鹿島神宮の大鳥居と鹿がデザインされている。

### ビッグフラッグ
観客席を覆い隠すビッグフラッグは横幅30メートルを基調としており、大小さまざまな種類のフラッグが存在する。2代目のビッグフラッグは1997年8月30日にカシマスタジアムで行われた浦和戦で登場した。このフラッグは、30メートルのビッグフラッグを3枚重ねゴール裏スタンドを屋根から覆い隠す大きさのもので、鹿島のエンブレムを中央に配し、正面向かって左側に「SOUL SUPPORTERS」、右側に 「IN.FIGHT」と記されていた。

### 大旗
大旗は多数所有しており、長年最前列で振られていたが2008年と2009年の事件・事故（後述）の対処として原則的に振ることができない。鹿島のオフィシャルサイト上でも観戦ルールとして、2010年には「国内外のすべてのスタジアムでの大旗を使った応援の全面的禁止」と明記されていた。そのため、ビックフラッグの代わりにしたり、ゲーフラの代わりにしたりして使用することもあった。
大旗を振らない試合は主にJリーグ公式戦、特にアウェイ戦で振ることはなかった。一方で、ホームのカシマスタジアム戦で2階席を開放しない公式戦やACL、天皇杯予選では1階席最前列（厳密には3、4列目）で大旗を振っていた。しかし、2011年元日の天皇杯決勝戦において国立競技場の最前列で大量の大旗を並べ振っていた（なお、準決勝で振られていなかった）。
その後、2011年度シーズン開幕戦でカシマスタジアムでも大旗を最前列で振り、事実上の最前列の大旗使用が解禁された。

## トラブル
1996年、浦和戦での挑発行為
1996年11月2日に国立霞ヶ丘競技場陸上競技場で行われたJリーグ第28節の浦和戦の試合前、同競技場のホーム側ゴール裏において浦和を挑発するスラングの書かれた横断幕を掲示するパフォーマンスを行った。この行為がJリーグやメディアから問題視され、後日鹿島のクラブ側から謝罪文が寄せられた。
1997年、磐田戦での騒動
1997年12月13日にカシマスタジアムで行われたチャンピオンシップ第2戦のジュビロ磐田戦での敗戦後、複数の団員がスタンドから飛び降りピッチに乱入し、報道関係者や選手とトラブルになる騒動を起こした。専門誌では「ファンによる乱入行為は両チームの選手だけでなく、多くのスタッフの信用を傷つけるもの」と批判した。
2004年、浦和戦での騒動
2004年10月23日の浦和戦での敗戦後、ビールの空き缶などをピッチに投げ入れていた団員に対し、当時鹿島に在籍していた本田泰人がスタンドに缶を投げ返したため、複数の団員がピッチへ飛び降り本田と乱闘となる騒動を起こした。
2008年、浦和戦での挑発行為
2008年4月13日に埼玉スタジアム2002で行われたJリーグ第6節の浦和戦で、1996年11月の事件と同様に「FUCK 」と書かれたボードを掲示して挑発するパフォーマンスを行った。しかし本来であれば「FUCK YOU REDS」と表現するところ、手違いから「FUCK Y R EOU D S」と掲示してしまい、挑発された浦和サポーターから「やりなおせ！やりなおせ！」と激励コールをされたうえ、「鹿島！鹿島！わっはっは！鹿島！鹿島！わっはっは！」と煽られる事態となった。https://www.youtube.com/watch?v=uIuNnEk1IE4。また同年5月にカシマスタジアムに併設されているIN.FIGHTの店舗で「FUCK YOU REDS!」と描かれたTシャツを限定販売した ところ批判が殺到したため、取り扱い中止となった。
2008年、柏戦での騒動
2008年9月20日に日立柏サッカー場で行われた柏戦で、前半34分にコーナーキックを蹴ろうとした柏レイソルのアレックスの後頭部を応援用の大旗で叩きつけ試合進行を妨害、逆サイドから再びコーナーキックになった場面においても栗澤僚一に対して大旗で後頭部を叩いたり突くなどの威嚇を行い試合進行を妨害する事件を起こした。https://www.youtube.com/watch?v=wYLiCwUOWD4。妨害行為を行った人物に対してはホーム、アウェーに関わらず、公式戦の無期限観戦禁止の処分が下された。なおこの試合では試合進行の妨害だけでなく、試合前には団員が一部通路の封鎖を行い、試合中にはバックスタンドに進入、試合後には柏側ゴール裏に進入しようとするなどして警官隊と衝突するトラブルを引き起こした。
2009年、柏戦での事故
上記の件に伴い、2009年シーズンから2階席通路で大旗を振るようになった。しかし、同年7月25日の柏戦の試合前、2階席から大旗を落としてしまい1階席にいた女性客に怪我を負わせる事故があった。クラブはこの事件に伴いカシマスタジアムでの2階席の大旗の使用を全面的に禁止した。
2009年、FCソウル戦での違反行為
2009年6月24日のアジアチャンピオンズリーグ決勝トーナメントFCソウル戦でPK戦時にセキュリティフェンスを乗り越え、最前列エリアで大旗を振って応援したことが違反行為にあたり、当行為を行った人物が観戦禁止の処分を受けることとなった。ただし観戦禁止の対象となる特定直後の2試合はホーム、アウェーに関わらずということにはなっているものの、2試合双方ともアウェーに当たるため、問題を起こしたホームでは通常通り観戦が可能という処分となっている。
2012年、C大阪戦での騒動
2012年4月21日にカシマスタジアムで行われたセレッソ大阪戦の後半に鹿島のドゥトラとC大阪のキム・ボギョンの接触プレーから両チーム入り乱れての小競り合いに発展。試合後、セレッソ大阪の選手バスを数人で囲み、そのうち2人がバスを蹴ったため5試合の入場禁止処分を言い渡された。

## 著名な出身者
- 河津亨 - 政治家
- アントキの猪木 - お笑い芸人[30]
- ロック総統 - 元芸人、パフォーマー[31]